# Jan Steytler

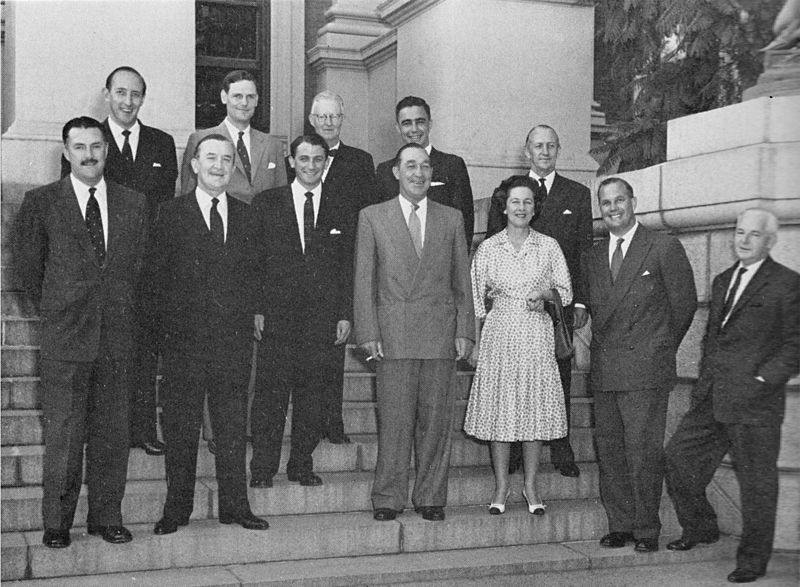
Jan Steytler, in het midden, vooraan, in het lichte pak (met aan zijn linkerzijde Helen Suzman) met de leden van de fractie van de Progressiewe Party in 1960.

Johannes ("Jan") van Aswegen Steytler (Burgersdorp 26 oktober 1910 - † onbekend) was een Zuid-Afrikaans politicus. Hij was de eerste leider van de liberale Progressiewe Party (PP).

## Biografie
Jan Steytler was een Afrikaner en werd in 1910 in Burgersdorp, Kaapprovincie geboren. Zijn vader, Louw Steytler vocht tijdens de Tweede Boerenoorlog en was betrokken bij de oprichting van de Nasionale Party (NP). Louw Steytler vertegenwoordigde de NP, later de Verenigde Party (VP) in het parlement. Na de breuk tussen J.B.M. Hertzog en Jan Smuts (1939), waarbij de eerste zich afscheidde van de VP, bleef Steytler sr. de VP trouw. 
Jan Steytler bezocht de Pearl Boys' High School en de Landbouwschool te Grootfontein en studeerde daarna medicijnen in Londen. Bij het uitbreken van de Tweede Wereldoorlog (1939) keerde Steytler naar Zuid-Afrika terug en diende in medische corps. Na de oorlog was hij als arts werkzaam in Beaufort-Wes, Kaapprovincie en deed hij zijn intrede in de politiek. Hij was voorzitter van de Verenigde Party in de Kaapprovincie en werd in 1953 in het parlement gekozen voor Queenstown. Hij behoorde tot de liberale vleugel van de VP en wilde dat zijn partij zich zou verzetten tegen het apartheidsbeleid van de regering van de Nasionale Party. Bij de parlementsverkiezingen van 1958 werd hij herkozen. Steytler verwierp de plannen van de regering om de zwarte Zuid-Afrikanen inwoners te maken van de bantoestans en hen daar te laten wonen. Hij noemde die plannen "een dure farce, die nooit zullen worden verwezenlijkt."
In 1959 zegde hij zijn lidmaatschap op van de Verenigde Party en werd de eerste leider van de Progressiewe Party (PP), die een liberale koers voorstond. Bij de parlementsverkiezingen van 1961 verloor hij zijn zetel. Van de twaalf PP-parlementariërs werd alleen Helen Suzman herkozen.
Steytler bleef het partijleiderschap van de PP bekleden tot december 1970 toen hij plaatsmaakte voor Harry Lawrence die in 1971 werd opgevolgd door Colin Eglin.

## Persoonlijk
Jan Steytler trouwde in 1941 met Mary Elaine Parker bij wie hij twee dochters en twee zoons kreeg.
Het is niet bekend wanneer hij overleed. Hij leefde in ieder geval nog in 1977 bij de samenstelling van de jaareditie van het African Year Book and Who's who.